# Melox
Orano Melox est une entreprise filiale d'Orano Recyclage et une usine qui fabrique des assemblages de combustibles à base de plutonium - le combustible MOX - utilisés dans les réacteurs à eau sous pression (REP) et à eau bouillante (REB) pour des clients français et étrangers. 
L'usine Melox est située dans le Gard, sur environ 11 ha en limite du site nucléaire de Marcoule. À partir d'oxyde de plutonium et oxyde d’uranium, l'usine a produit, entre 1995 et 2021, 3000 tonnes de ce combustible nucléaire, utilisé dans certains réacteurs français et étrangers. Il s'agit du principal débouché pour le retraitement du plutonium issu des combustibles usés.
Fin 2013, Melox est devenu un établissement d'Areva NC. Orano Melox est aujourd’hui un établissement d’Orano Recyclage, qui rassemble toutes les activités du cycle du combustible nucléaire.
En 2022, 800 personnes sont directement employées par l'entreprise Orano Melox, qui génère 500 emplois induits. L'usine a réalisé en 2013 une production de 124 tonnes, tombée à 60 tonnes en 2021. En 2022, un programme de remise à niveau a été lancé pour repasser au-dessus des 100 tonnes de production par an.

## Procédé de fabrication
La fabrication du MOX produit à l'usine Melox est basée sur le procédé conçu dans les années 1970 à la FBFC de Dessel en Belgique et au centre de Cadarache en France. Les matières nucléaires utilisées sont l'oxyde de plutonium provenant de l'usine de la Hague et l'oxyde d'uranium en poudre.

## Historique

### Atelier de technologie du plutonium
L'usine Melox a succédé à l'atelier de technologie du plutonium (ATPu) du centre de Cadarache, datant du début des années 1960 et qui a été fermée en juillet 2003 parce qu'elle n'était plus en conformité avec les nouvelles normes antisismiques. La fermeture de l'atelier ATPu avait été réclamé dès 1995 par l'Autorité de sûreté nucléaire (ASN) en raison de risques sismiques dans la région de Cadarache.

### Conception et construction
L'usine Melox a été conçue à partir de 1985 par EDF, Framatome et la Cogema. En 1990 est délivré à Areva le décret d’autorisation de création de l’installation nucléaire de base n° 151 Melox. Les travaux de construction ont alors débuté. En 1995 sont mis en service les ateliers de production de MOX destinés aux réacteurs d’EDF. En 1999, Melox a commencé la fabrication de combustibles MOX pour des clients japonais.
Le 16 août 2004, un convoi de plutonium est parti de l'usine de retraitement de La Hague (Manche) pour arriver le lendemain à l'usine Melox, a prévenu l'association écologiste Greenpeace.
En juin 2006, Melox obtient la certification OHSAS 18001 qui permet ainsi d’avoir une triple certification avec ISO 9001 et ISO 14001.
En 2011, après plus de 15 ans de fabrication, Melox certifie son millionième crayon.
Début 2014, Melox s’est vu décerner le prix JIPM (Japan Institute of Plant Maintenance), qui récompense les entreprises engagées dans une démarche Total Productive Management.

### Plutonium américain
En septembre 2004, 140 kilos de plutonium provenant de missiles nucléaires américains ont été livrés par bateau à Cherbourg, puis transportés à Cadarache, avant d'être envoyés en janvier 2005 à l'usine Melox pour fabriquer quatre assemblages de combustible MOX. Un convoi en provenance de Marcoule est arrivé à la Hague le 15 mars par la route pour être reconditionné en vue d'un transport maritime. Le 23 mars, les assemblages ont été chargés sur le "Pacific Pintail", à quai dans le port de Cherbourg. Les assemblages ont ensuite été livrés à l'opérateur Duke power qui exploite la centrale nucléaire de Catawba (Caroline du Sud). L'opération s'inscrit dans le programme mis en place par les États-Unis et la Russie pour transformer des stocks de plutonium d'origine militaire en les utilisant comme combustibles civils dans les centrales nucléaires.

### Plutonium anglais
Le 21 mai 2008, quelques centaines de kilos de plutonium anglais ont été livrés à l'usine de la Hague, où ils ont été reconditionnés pendant 2 mois avant d'être acheminés à l'usine Melox. L'opération a été décidée en raison des nombreux problèmes de production de MOX de l'usine de Sellafield, au nord-ouest de l'Angleterre.
Fin 2013, 43 réacteurs dans le monde avaient déjà utilisé du MOX : 38 en Europe (22 en France, 10 en Allemagne, 3 en Suisse, 1 aux Pays-Bas et 2 en Belgique), un aux États-Unis et 4 au Japon.

### Accident de Fukushima
Le 11 mars 2011 débute l'accident nucléaire de Fukushima, où le réacteur n° 3 fonctionne au MOX fourni par Areva. Deux jours plus tard, l'entreprise Melox a indiqué que "le combustible MOX utilisé dans la centrale nucléaire de Fukushima n'a pas "d'incidence particulière" sur la situation de la centrale".
En septembre 2011, après la fermeture de l'usine de MOX de Dessel en Belgique, et la décision des autorités britanniques de fermer l'usine de Sellafield (nord-ouest) en raison de l'impact de la catastrophe nucléaire de Fukushima sur les ventes de combustible MOX, l'usine Melox est la seule au monde à produire du MOX de manière industrielle

### Projet de reconversion de la filière MOX avorté
En décembre 2011, l'accord entre le Parti Socialiste français et les Verts pour les élections présidentielles de 2012 prévoit une reconversion à emploi constant de la filière du retraitement et de fabrication du MOX. Mais le "plan de reconversion" de la filière MOX devait être mis en place progressivement, sur le long terme, et pas avant 2017.

### Suspension de l'extension de l'usine
Le 13 décembre 2011, Areva annonce que l'extension de Melox est suspendue et ne constitue pas un investissement prioritaire. Selon le directeur Pascal Aubret, l'usine emploie environ 900 personnes et a produit 145 tonnes de MOX en 2011 et 130 en 2010. Du 20 au 22 décembre 2011, les salariés de Melox ont fait grève pour protester contre le gel des embauches et des salaires décidés par Areva.
En juin 2013, Areva a livré à son client japonais, la Compagnie d'électricité du Kansai (KEPCO), des assemblages MOX fabriqués à Melox en 2010.
En octobre 2013, Melox a fabriqué ses premiers assemblages pour la centrale de Borssele, aux Pays-Bas.
En 2014, les Pays-Bas sont devenus le 7e pays utilisateur de MOX, avec le changement du combustible MOX dans le réacteur de Borssele.
En juillet 2017, un nouveau contrat est conclu avec la compagnie japonaise Nuclear Fuel Industries pour la fabrication de 32 assemblages de MOX fabriqués par Melox, destinés aux réacteurs de la centrale de Takahama exploitée par KEPCO. 
En septembre 2017, deux navires partis de Cherbourg, chargés de 16 assemblages de combustible MOX produits à Melox, arrivent au Japon, destinés aux réacteurs de la centrale de Takahama, correspondant à un contrat antérieur.

### Melox, modèle pour un projet chinois
En janvier 2018, New Areva et China National Nuclear Corporation (CNNC) signent un protocole d’accord commercial pour le développement d’une usine chinoise de traitement et de recyclage de combustibles usés, d’une capacité de 800 tonnes et conçue sur le modèle des usines de La Hague et Melox,

### 2018: Melox devient un site Orano
Depuis le 23 janvier 2018, l’usine de Melox est exploitée par Orano. Elle compte 725 salariés. L’objectif de production de l’usine pour 2018 est de 130 tonnes de MOX, destinés à des réacteurs français et étrangers, en particulier au Japon. L’usine de Melox est un site de référence pour des projets d’unités de recyclage au Japon, en Chine et au Royaume-Uni.
Le site est en train de se doter d’un nouveau poste de commandement de crise, qui représente un investissement de 10 millions d’euros, et entrera en service en 2018.

### 2022: remise à niveau
En janvier 2022, Orano Melox annonce un investissement de 84 millions d'euros d'ici à 2025 pour remettre à niveau son site gardois de Chusclan, qui a produit près de 3.000 tonnes du combustible nucléaire MOX depuis sa création en 1995. Le but est de remonter le niveau de production de l'usine, pour repasser au-dessus des 100 tonnes de production par an, alors qu'en 2021 la production est tombée à 60 tonnes. 800 personnes sont directement employées par l'entreprise Melox, qui génère 500 emplois induits.